# Liste der Monuments historiques in Warluis
Die Liste der Monuments historiques in Warluis führt die Monuments historiques in der französischen Gemeinde Warluis auf.

## Liste der Bauwerke
| Bezeichnung              | Beschreibung                           | Standort            | Kennzeichnung | Schutzstatus | Datum | Bild           |
| ------------------------ | -------------------------------------- | ------------------- | ------------- | ------------ | ----- | -------------- |
| Dömäne von Schloss Épine | Erbaut im 17. Jahrhundert              | (Lage)              | PA60000083    | Inscrit      | 2012  | weitere Bilder |
| Kapelle St-Séverin       | Erbaut im 12. Jahrhundert              | in Merlemont (Lage) | PA00114999    | Classé       | 1993  | weitere Bilder |
| Kirche St-Lucien         | Erbaut ab dem 11. Jahrhundert          | (Lage)              | PA00114974    | Inscrit      | 1986  | weitere Bilder |
| Château de Merlemont     | Schloss, erbaut ab dem 13. Jahrhundert | (Lage)              | PA00114973    | Inscrit      | 1979  | weitere Bilder |

## Liste der Objekte
- Monuments historiques (Objekte) in Warluis in der Base Palissy des französischen Kultusministeriums